# Курмач-Байгольское сельское поселение
Курмач-Байгольское се́льское поселе́ние — муниципальное образование в Турочакском районе Республики Алтай Российской Федерации.
Административный центр — село Курмач-Байгол.

## История
Курмач-Байгольский сельский совет был образован 4 августа 1920 года в составе Озеро-Куреевской волости Бийского уезда Алтайской губернии. Вплоть до 1935 года назывался Усть-Байгольским сельсоветом. В 1964 году в него входили населённые пункты: Бийка, Кайнагач, Курмач-Байгол, Откуч, Сайта, Чуйка и Шокша. В 1972 году: Курмач-Байгол, Сайта и Иткуч.
Статус и границы сельского поселения установлены Законом Республики Алтай от 13 января 2005 года № 10-РЗ «Об образовании муниципальных образований, наделении соответствующим статусом и установлении их границ».

## Население
| 2010 | 2011 | 2012 | 2013 | 2014 | 2015 | 2016 | 2017 | 2018 |
| ---- | ---- | ---- | ---- | ---- | ---- | ---- | ---- | ---- |
| 258  | ↗259 | ↗263 | ↘258 | ↘250 | ↘248 | ↘242 | ↗244 | ↘237 |
| 2019 | 2020 | 2021 |      |      |      |      |      |      |
| ↘227 | ↘224 | ↘219 |      |      |      |      |      |      |

## Состав сельского поселения
| № | Населённый пункт | Тип населённого пункта       | Население |
| - | ---------------- | ---------------------------- | --------- |
| 1 | Курмач-Байгол    | село, административный центр | ↘211      |
| 2 | Суранаш          | село                         | ↘31       |
| 3 | Иткуч            | село                         | →0        |